# Carbylaminchloride

Allgemeine Struktur der Carbylaminchloride

Carbylaminchloride (auch Isocyaniddichloride) sind eine chemische Stoffgruppe. Ihre Vertreter zeichnen sich dadurch aus, dass sie ein Kohlenstoffatom enthalten, das sowohl eine Iminogruppe als auch zwei Chlorsubstituenten trägt. Sie können also als Chloride der Iminokohlensäure oder als Iminoderivate des Phosgens betrachtet werden.

## Vorkommen und Biosynthese

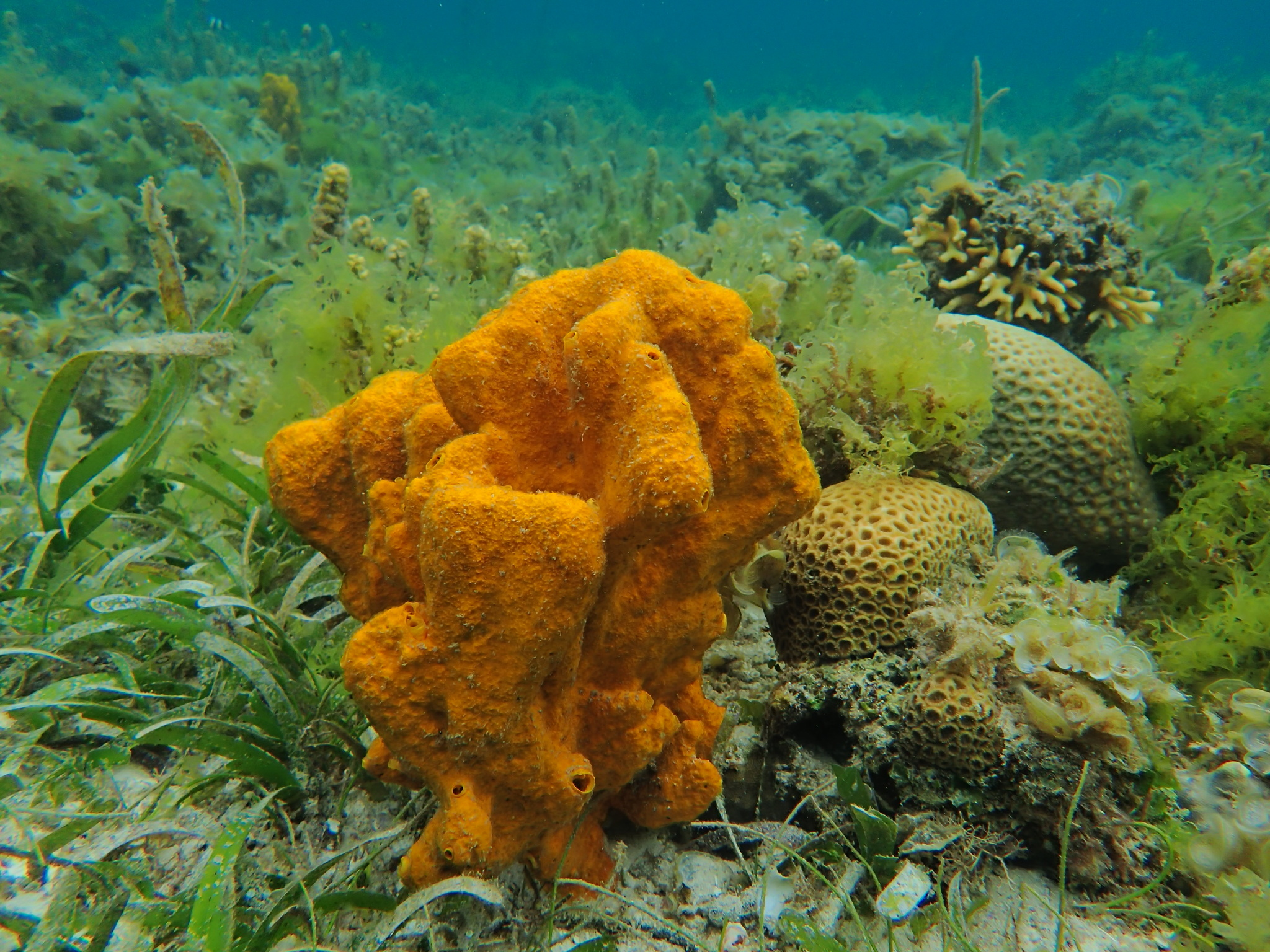
Der Schwamm Stylissa massa bildet Carbylaminchloride

Carbylaminchloride werden von einigen Meeresschwämmen gebildet. Die ersten natürlichen Vertreter wurden 1977 aus einem Hornkieselschwamm (Pseudaxinyssa pitys) isoliert. Für die Sekundärmetaboliten der Art Stylissa massa wurde die Biosynthese untersucht. Diese geht vermutlich von Farnesylpyrophosphat aus. Dieses wird zunächst durch Thiocyanat in Farnesylisothiocyanat umgewandelt oder durch Cyanid in ein entsprechendes Isonitril. An diese Intermediate werden zwei Chloridionen addiert, wodurch die Carbylaminchlorid-Funktion aufgebaut wird, die am Ende in den entsprechenden Naturstoffen vorliegt.

## Herstellung und Entstehung
Carbylaminchloride können hergestellt werden, indem ein Alkylchlorid in Gegenwart einer Lewis-Säure (zum Beispiel Eisen(III)-chlorid) mit Chlorcyan umgesetzt wird. Auch die Chlorierung von Isothiocyanaten mit Chlorgas ist möglich. Ausgehend von aromatischen Isocyaniden können sie durch Reaktion mit dem hypervalenten Iod-Reagenz Iodbenzoldichlorid hergestellt werden.
Carbylaminchloride können auch als Nebenprodukte in der Herstellung von Isocyanaten wie Methylendiphenyldiisocyanat (MDI) entstehen, wenn das Produkt MDI mit dem eingesetzten Phosgen weiterreagiert.

## Reaktionen
Durch Reaktion von Tosylmethylisocyanid mit Sulfurylchlorid kann ein Carbylaminchlorid erhalten werden, das mit einem Aldehyd zu Oxazolen umgesetzt werden kann. Durch Reaktion von Carbylaminchloriden mit Epoxiden (zum Beispiel Ethylenoxid oder Propylenoxid) in Gegenwart einer Lewis-Säure (zum Beispiel Zinkchlorid) entstehen Oxazolidinone. Mit Ammoniak können die Verbindungen zu Cyanamiden umgesetzt werden.